# Station Par
Par is een spoorwegstation van National Rail in Par, Restormel in Engeland. Het station is eigendom van Network Rail en wordt beheerd door Great Western Railway. 